# Ветерсфілд (Коннектикут)
Ветерсфілд (англ. Wethersfield) — місто (англ. town) в США, в окрузі Гартфорд штату Коннектикут. Населення — 27 298 осіб (2020).

## Демографія
Згідно з переписом 2010 року, у місті мешкало 26 668 осіб у 11 204 домогосподарствах у складі 7234 родин. Було 11677 помешкань
Расовий склад населення:
| - 89,5 % — білих - 3,1 % — чорних або афроамериканців - 2,9 % — азіатів - 0,1 % — корінних американців - 2,6 % — осіб інших рас |

До двох чи більше рас належало 1,7 %. Частка іспаномовних становила 8,2 % від усіх жителів.
За віковим діапазоном населення розподілялося таким чином: 20,8 % — особи молодші 18 років, 58,5 % — особи у віці 18—64 років, 20,7 % — особи у віці 65 років та старші. Медіана віку мешканця становила 45,2 року. На 100 осіб жіночої статі у місті припадало 87,9 чоловіків;  на 100 жінок у віці від 18 років та старших — 84,7 чоловіків також старших 18 років.
Середній дохід на одне домашнє господарство  становив 99 329 доларів США (медіана — 81 452), а середній дохід на одну сім'ю — 119 694 долари (медіана — 103 020). Медіана доходів становила 69 039 доларів для чоловіків та 56 875 доларів для жінок. За межею бідності перебувало 5,3 % осіб, у тому числі 3,5 % дітей у віці до 18 років та 8,1 % осіб у віці 65 років та старших.
Цивільне працевлаштоване населення становило 13 774 особи. Основні галузі зайнятості: освіта, охорона здоров'я та соціальна допомога — 28,1 %, фінанси, страхування та нерухомість — 12,8 %, роздрібна торгівля — 9,5 %, мистецтво, розваги та відпочинок — 9,5 %.